# Furie
Furie (či Fúrie; latinsky Furiae, j. č. Furia) jsou v římské mytologii bohyně pomsty a kletby. V řecké mytologii jim odpovídají Erínye. Vznikly z krve Úrana poté, co ho jeho syn Kronos zbavil mužství a moci.
Slovo se užívá také v přeneseném významu v hovorovém jazyce. Jako fúrie se dle slovníku cizích slov označuje zuřivá, zběsilá bytost. Hovorový termín se dle wikislovníku používá pro osoby ženského pohlaví, synonymem je semetrika.